# Botanophila relativa
Botanophila relativa är en tvåvingeart som först beskrevs av Huckett 1965.  Botanophila relativa ingår i släktet Botanophila och familjen blomsterflugor. Arten är reproducerande i Sverige. Inga underarter finns listade i Catalogue of Life.